# Unusual Suspects
«Unusual Suspects» es el tercer episodio de la quinta temporada de la serie de televisión estadounidense de ciencia ficción The X-Files. Fue escrito por Vince Gilligan y dirigido por Kim Manners y transmitido en los Estados Unidos el 16 de noviembre de 1997 por la cadena Fox. El episodio obtuvo una calificación Nielsen de 13,0, siendo visto por 21,72 millones de personas en su transmisión inicial. El episodio recibió críticas mixtas a moderadamente positivas de los críticos.
El programa se centra en los agentes especiales del FBI Fox Mulder (David Duchovny) y Dana Scully (Gillian Anderson) que trabajan en casos relacionados con lo paranormal, llamados expedientes X. «Unusual Suspects», sin embargo, funciona como un episodio de flashback: en 1989, dos vendedores y un empleado federal unen sus fuerzas cuando conocen a Susanne Modeski, una mujer que afirma que está siendo perseguida por su exnovio supuestamente violento, un agente del FBI. llamado Fox Mulder. Más tarde se filmó una secuela del episodio durante la sexta temporada de la serie, titulada «Three of a Kind».
El concepto de tener un episodio dedicado a los pistoleros solitarios surgió cuando los productores del programa se vieron obligados a comenzar la producción de la quinta temporada en la última semana de agosto en Vancouver, pero aún necesitaban a las estrellas de la serie David Duchovny y Gillian Anderson para el rodaje de la película de The X-Files en Los Ángeles. Duchovny aparece en una capacidad reducida en el episodio, mientras que Anderson está completamente ausente. Los deberes de escritura recayeron en Vince Gilligan, quien inicialmente redactó una historia sobre nanotecnología, antes de cambiar a los orígenes de los pistoleros solitarios a instancias del creador de la serie Chris Carter. Además, «Unusual Suspects» sirve como cruce con la serie de NBC Homicide: Life on the Street, con el personaje del detective John Munch de Richard Belzer.

## Argumento
El episodio comienza in medias res en 1989, cuando un equipo SWAT realiza una redada en un almacén de Baltimore. En el interior, encuentran a Fox Mulder desnudo y desorientado en una caja, gritando: «¡Están aquí!». Tres hombres intentan huir de la escena y son capturados; se revela que son los Pistoleros solitarios. Mientras se sientan en una cárcel de la ciudad, comienzan a culparse mutuamente por la situación en la que se encuentran. El detective John Munch interroga a John Fitzgerald Byers, quien intenta explicar lo que sucedió.
En el flashback, Byers, un funcionario de asuntos públicos de la FCC, asiste a una convención de informática y electrónica. Allí, sigue a una hermosa mujer que pasa por su stand; también pasa por las cabinas atendidas por Melvin Frohike y Richard Langly, quienes venden televisión por cable robada. Cuando Byers se encuentra con la mujer, se presenta como Holly y afirma que su exnovio, que se encuentra en el área de Baltimore, secuestró a su hija.
Holly posee un pedazo de papel con «ARPANET/WHTCORPS» escrito en él. Byers se da cuenta de que las palabras se refieren a la red informática del Departamento de Defensa, que ella le pide que piratee. Byers, en ese momento un empleado del gobierno incuestionablemente leal, cumple de mala gana. Encuentra un archivo encriptado de su hija, llamada Susanne Modeski. En ese momento, un hombre que Holly dice ser su novio pasa por el stand de Byers. Es Mulder.
Byers y Holly reclutan a Frohike para que los ayude a descifrar el archivo. Tanto Byers como Frohike deciden agredir a Mulder, pero deciden no hacerlo cuando se presenta como agente del FBI. Al regresar a su stand, Byers encuentra que su colega de la FCC está siendo arrestado por el hackeo que cometió Byers. Frohike convence a Byers de que no se entregue y recluta a Langly para que los ayude a piratear la base de datos del FBI para obtener más información sobre Holly. Descubren que «Holly» es en realidad Susanne Modeski, buscada por actos de asesinato, sabotaje y terrorismo en una instalación de armas en Nuevo México.
Susanne admite su engaño, pero afirma que fue el chivo expiatorio por tratar de dejar su trabajo en la instalación de armas. Allí había estado trabajando con ergotamina, un gas en aerosol que causa paranoia y ansiedad. Susanne afirma que el gobierno planea probar el gas en civiles en Baltimore. Después de descifrar el archivo, los Pistoleros solitarios descubren que ella estaba diciendo la verdad, conociendo la ubicación del gas. Susanne también encuentra evidencia de que le colocaron un dispositivo de rastreo en un diente, que saca.
Los cuatro se dirigen al almacén, donde encuentran el gas almacenado dentro de inhaladores para el asma. Mulder llega para arrestarlos, pero dos hombres de traje oscuro vienen a llevarse a Susanne. Le disparan a Mulder, golpeando las cajas detrás de él y exponiéndolo al gas. La exposición hace que Mulder se desnude, se esconda en la caja y alucine sobre ver extraterrestres en el almacén. Susanne dispara a los hombres y escapa. Luego llegan más hombres, liderados por X, quien intimida a los Pistoleros solitarios para lograr su futuro silencio. Byers confronta a X, le pregunta sobre sus acciones y menciona el supuesto encubrimiento del asesinato de John F. Kennedy. La negación poco convincente de X, «Escuché que fue un pistolero solitario», se convierte en el origen del nombre del trío. X se va, justo cuando llega la policía y arresta a los Pistoleros solitarios.
El detective Munch no cree en la historia de Byers, pero Mulder pronto la corrobora. Después de que los Pistoleros solitarios son liberados, se encuentran con Susanne después de que ella no logró que la prensa creyera su historia. Ella les dice que revelen la verdad a tantas personas como sea posible. Luego, Susanne es capturada por X, quien mira con lascivia a los Pistoleros solitarios cuando él se va con ella. Más tarde, los tres se encuentran con Mulder en el centro de convenciones y le explican lo que le sucedió.

## Producción

### Escritura
La idea de «Unusual Suspects» surgió cuando los productores del programa se enfrentaron a un dilema en agosto de 1997: Fox exigió que comenzaran la producción de la quinta temporada del programa, pero los coprotagonistas de la serie David Duchovny y Gillian Anderson todavía estaban trabajando en la película de The X-Files en Los Ángeles, y no estarían disponibles hasta principios del próximo mes. Para resolver este problema, los productores decidieron escribir un episodio centrado en los Pistoleros solitarios. El escritor del personal Vince Gilligan fue asignado para escribir el episodio, e inicialmente redactó una historia que involucraba nanotecnología, que el creador de la serie Chris Carter vetó por temor a que desperdiciara posiblemente la única oportunidad del programa de mostrar a los Pistoleros. Carter luego propuso un episodio sobre cómo surgieron los Pistoleros. Poco después, Gilligan desarrolló el guion y lo situó en Baltimore. Duchovny aparece en algunas de las escenas del episodio, que se filmaron semanas después de la mayoría del episodio.
El episodio comenzó a delinear claramente las personalidades de los Pistoleros solitarios. El productor ejecutivo Frank Spotnitz explicó: «Hasta [“Unusual Suspects”], eran algo intercambiables en la información que entregaban. Pero luego Vince, que amaba a los personajes y realmente quería tener la oportunidad de profundizar en ellos, creó una historia del pasado y se volvieron mucho más interesantes». El actor Dean Haglund, que interpretó a Langly, dijo sobre el episodio: «Lo que leemos en el guion no era realmente nuestro origen como lo habíamos imaginado. Pensé que estábamos todos juntos en una banda de garaje de la universidad o algo. Bruce [Harwood] pensó que era un reparador de fotocopiadoras». Gran parte de la acción del episodio se centró en Byers, interpretado por Bruce Harwood. Esta experiencia era nueva para él y señaló: «Creo que nunca había hecho un episodio en el que yo fuera el personaje principal. Pero me sentí como el protagonista porque era mi historia sobre enamorarme de esta mujer y luego arrastrando a estos otros dos idiotas al desastre que siguió». Vince Gilligan estaba particularmente feliz con la caracterización de Byers en este episodio, admitiendo más tarde: «Me encantó la idea de que Byers trabajara para el gobierno y fuera este tipo progubernamental muy entusiasta. Es solo un drama fundamental en el que tomas un personaje en un viaje y el viaje lo lleva 180 grados de lo que originalmente era».
Gilligan hizo todo lo posible para que la historia, ambientada en 1989, fuera lo más precisa posible. Supuestamente, le encargó a Ken Hawryliw, quien trabajó en la utilería del programa, que encontrara «el teléfono celular más grande que puedas encontrar», una búsqueda que arrojó el Motorola que aparece en el episodio. Gilligan también se reunió con un grupo de piratas informáticos que dirigían una publicación de temporada llamada 2600 para aprender la terminología correcta de los piratas informáticos.

### Elenco y dirección

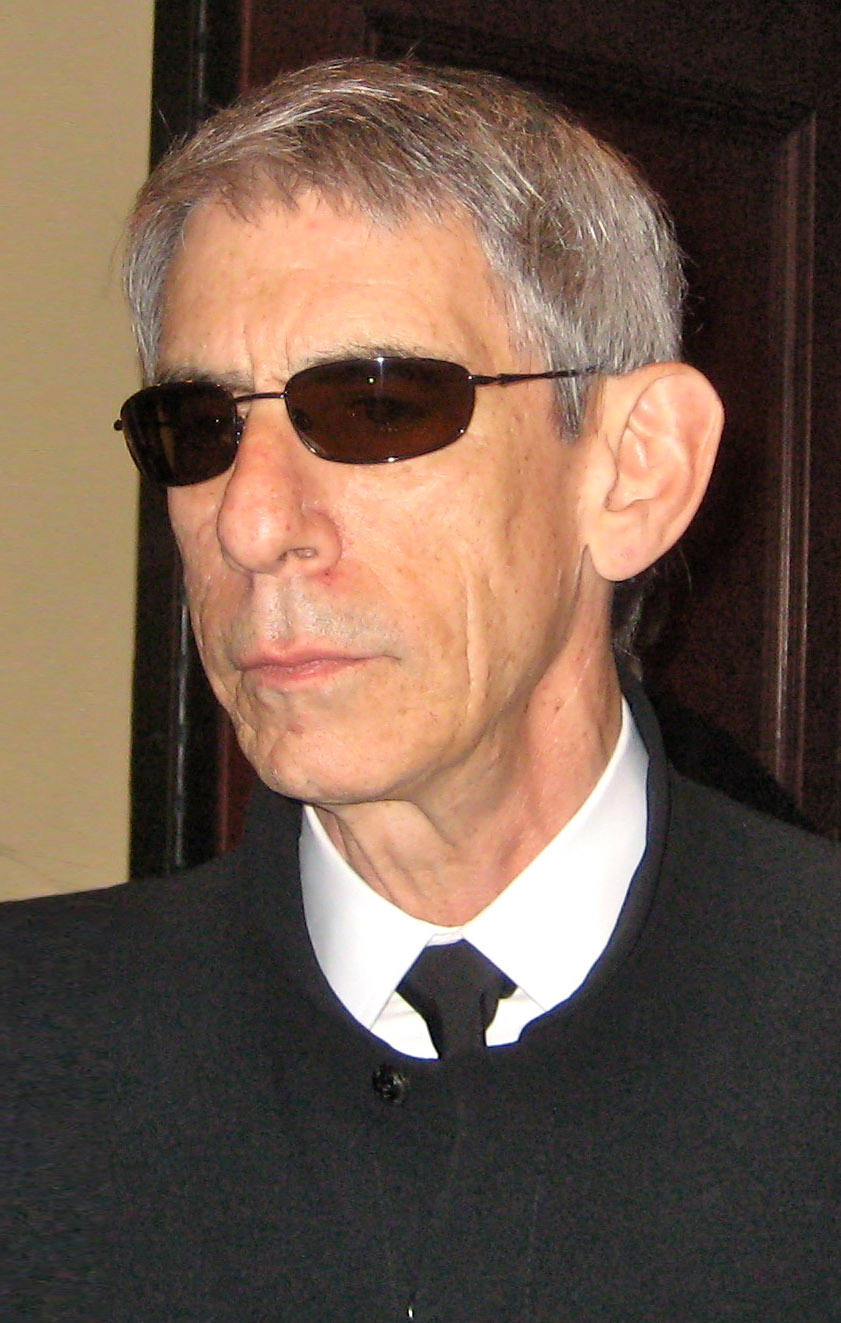
El personaje de Richard Belzer, el detective John Munch, apareció en el episodio.

Al escribir el episodio, Gilligan presionó para que fuera un cruce con el programa de NBC Homicide: Life on the Street, que también tiene lugar en Baltimore. Más tarde recordó: «Me di cuenta de que todo el episodio estaba enmarcado en torno a Byers contándole su historia a un detective de homicidios de Baltimore. Así que pensé “¿qué diablos? Homicide es un gran programa, así que ¿por qué no intentar que Richard Belzer interprete a su personaje detective [John Munch]?”». A pesar de algunas vacilaciones de los abogados de Fox, el productor ejecutivo de NBC Tom Fontana finalmente fue contactado, y estaba más que dispuesto a permitir el uso de Belzer. Gilligan luego describió a Fontana como un «gran tipo» por su ayuda en el asunto.
El episodio presenta la primera reaparición de X, quien había sido asesinado en el primer episodio de la cuarta temporada «Herrenvolk». Esta idea fue propuesta por el productor ejecutivo John Shiban, quien también ayudó a Gilligan a hacer el guion gráfico del episodio. Explicó: «Teníamos el todo listo y... y faltaba una pieza y simplemente no podíamos pensar en cómo salir de esta situación, ¿por qué este asesino no acaba de matar a los Pistoleros? Era una historia retrospectiva y fue en 1989 y estábamos paseando por mi patio trasero, y... Me volteé hacia él y le dije: “¡X!... ¡X tiene otra agenda! X es el asesino, no es un otro personaje, es nuestro X... Él no mataría a los Pistoleros, porque él intentaba ayudar a Mulder”».
El episodio fue dirigido por Kim Manners, quien se mostró sumamente satisfecho con el resultado final. Dijo: «Fue muy divertido filmar ese programa. Fue el primer programa que llevaron a cabo los Pistoleros y me lo pasé muy bien guiando a Tommy, Dean y Bruce, porque estaban nerviosos, tenían toda la hora para llevar». Una escena que agradó mucho a Manners fue la toma en la que Susanne Modeski irrumpe en la habitación de hotel de los Pistoleros Solitarios y los Pistoleros se encogen de miedo en un rincón. Manners se inspiró en la adaptación cinematográfica de 1939 de El mago de Oz, más específicamente en la imagen de «el Espantapájaros, el hombre de hojalata y el león... temblando detrás de Dorothy». Al final, Manners sintió que la secuencia «realmente funcionó bien».

## Recepción
«Unusual Suspects» se estrenó en la cadena Fox el 16 de noviembre de 1997. Este episodio obtuvo una calificación Nielsen de 13,0, con una participación de 19, lo que significa que aproximadamente el 13,0 por ciento de todos los hogares equipados con televisión y el 19 por ciento de los hogares viendo televisión, sintonizaron el episodio. Fue visto por 21,72 millones de espectadores.
El episodio recibió críticas mixtas a moderadamente positivas de los críticos. La crítica de The A.V. Club Emily VanDerWerff le dio a «Unusual Suspects» una A−, y escribió que el episodio «es una carta de amor a la idea misma de la paranoia». Además, VanDerWerff argumentó que «a medida que el episodio avanzaba hacia su clímax, cuando el Sr. X improbablemente deja vivir a los Pistoleros después de ver tanto lo que han hecho... me di cuenta de que lo que estamos viendo aquí puede no ser estar enteramente destinado a ser tomado en serio, al igual que “Memoirs Of A Cigarette Smoking Man”  [sic] se trata más de quién el CSM deseaba haber sido que de la persona que realmente era. Esta no es una historia real; es un manifiesto».
Robert Shearman y Lars Pearson, en su libro Wanting to Believe: A Critical Guide to The X-Files, Millennium & The Lone Gunmen, calificaron el episodio con tres estrellas de cinco. Los dos compararon el episodio con «Musings of a Cigarette Smoking Man», pero lo llamaron «desechable y encantador». Shearman y Pearson criticaron el episodio por estar «en gran medida preocupados por sugerir a la audiencia que el gobierno está siendo conspirativo... cinco temporadas en una exitosa serie que ha convertido ese argumento en un cliché». Paula Vitaris de Cinefantastique le dio al episodio una crítica positiva y le otorgó tres estrellas de cuatro. Ella escribió que, «“Unusual Suspects” es un relleno, pero un relleno divertido». Vitaris elogió aún más la actuación de Signy Coleman como Susanne Modeski y calificó el regreso del «todavía no muerto» X como «bienvenido».